# حجرالیهود
حجرالیهود سنگی به شکل میوهٔ بلوط در اندازهٔ زیتون در رنگ سفید مایل به آبی و خاکستری و دارای خطوط طولی است.

## حجرالیهود در کتب طبی قدیم
دیوسکورید در کتاب معروف خود یعنی متریا مدیکا، پس از آن‌که علائم سنگ کلیه را شرح می‌دهد، توصیه می‌کند که برای درمان آن، حجرالیهود در آب حل شده و نوشیده شود.
کونارد گسنر پزشک و طبیعت‌شناس سوئیسی که در سال ۱۵۱۶ در زوریخ به دنیا آمد، در توصیف روش‌های درمانی سنگ کلیه به کاربرد حجرالیهود اشاره کرده است.
او پس از ارائهٔ چندین نسخه برای درمان سنگ کلیه، نوشته است که اگر هیچ‌کدام از این روش‌ها برای دفع سنگ کلیه مؤثر واقع نشد، به عنوان قوی‌ترین دارو، باید از ترکیبی حاوی حجرالیهود و چند گیاه دیگر استفاده کرد.
فرمول ارائه شده توسط او عبارت‌است از حجرالیهود پودر شده با مجموعهٔ کاملی از مواد حیوانی و گیاهی ترکیب شده و سپس به آن زغال‌اخته، زنجبیل، گل ختمی و مارچوبه اضافه کرده و میل شود.

## مشخصات
مشخصات نر آن طبق توضیح بالا و مادهٔ آن بدون خطوط موازی و با رنگی مایل به سرخ است.

## خواص و کاربرد
در طب سنتی مخلوط با روغن بادام تلخ به عنوان دارویی مؤثر برای دفع سنگ کلیه و مثانه به کار برده می‌شود.